# ألكسندر توماسيان
ألكسندر توماسيان (بالأرمنية: Ալեքսանդր Թումասյան)‏ (بالروسية: Александр Тумасян)‏ هو لاعب كرة قدم روسي وأرميني في مركز الوسط، ولد في 15 أكتوبر 1992 في سوتشي في روسيا. شارك مع منتخب أرمينيا لكرة القدم. أما مع النوادي، فقد لعب مع Jakobstads BK ‏.

## وصلات خارجية
- ألكسندر توماسيان على موقع قاعدة بيانات كرة القدم.إي يو (الإنجليزية)
- ألكسندر توماسيان على موقع ناشيونال فوتبول تيمز (الإنجليزية)
- ألكسندر توماسيان على موقع Soccerway.com (الإنجليزية)